# دانبري (كونيتيكت)
دانبري (بالإنجليزية: Danbury, Connecticut)‏ هي مدينة تقع في مقاطعة فيرفيلد (كونيتيكت) بولاية كونيتيكت في الولايات المتحدة. تأسست عام 1702، تبلغ مساحتها 114.7 (كم²)، وترتفع عن سطح البحر 121 م، بلغ عدد سكانها 81671 نسمة في عام 2011 حسب إحصاء مكتب تعداد الولايات المتحدة .

## التركيبة السكانية
حدّد مكتب تعداد الولايات المتحدة بيانات التركيبة السكانية لدانبري في تعداد الولايات المتحدة. في ما يلي، التركيبة السكانية حسب تعدادي 2000 و2010.

### تعداد عام 2000
بلغ عدد سكان دانبري 74,848 نسمة بحسب تعداد عام 2000، وبلغ عدد الأسر 27,183 أسرة وعدد العائلات 17,880 عائلة مقيمة في المدينة. في حين سجلت الكثافة السكانية 654 نسمة لكل كيلومتر مربع (1,693.9/ميل2). وبلغ عدد الوحدات السكنية 28,519 وحدة بمتوسط كثافة قدره 249.2 لكل كيلومتر مربع (645.4/ميل2).
وتوزع التركيب العرقي للمدينة بنسبة 75.96% من البيض و6.76% من الأمريكيين الأفارقة و0.29% من الأمريكيين الأصليين و5.45% من الأمريكيين ذوي الأصول الآسيوية و0.03% من سكان جزر المحيط الهادئ و7.55% من الأعراق الأخرى و3.95% من عرقين مختلطين أو أكثر و15.75% من الهسبانيون أو اللاتينيون من أي عرق.
بلغ عدد الأسر 27,183 أسرة كانت نسبة 33.4% منها لديها أطفال تحت سن الثامنة عشر تعيش معهم، وبلغت نسبة الأزواج القاطنين مع بعضهم البعض 51.1% من أصل المجموع الكلي للأسر، ونسبة 10.5% من الأسر كان لديها معيلات من الإناث دون وجود شريك، بينما كانت نسبة 4.2% من الأسر لديها معيلون من الذكور دون وجود شريكة وكانت نسبة 34.2% من غير العائلات. تألفت نسبة 26.2% من أصل جميع الأسر من عدة أفراد يعيشون في نفس المنزل ونسبة 8.5% كانت تتألف من شخص يعيش بمفرده يبلغ من العمر 65 عاماً أو أكثر. وبلغ متوسط حجم الأسرة المعيشية 2.64، أما متوسط حجم العائلات فبلغ 3.18.
بلغ العمر الوسطي للسكان 35.2 عاماً. وكانت نسبة 21.7% من القاطنين تحت سن الثامنة عشر، وكانت نسبة 8.8% بين الثامنة عشر والرابعة والعشرين عاماً، ونسبة 34.1% كانت واقعةً في الفئة العمرية ما بين الخامسة والعشرين والرابعة والأربعين عاماً، ونسبة 21.2% كانت ما بين الخامسة والأربعين والرابعة والستين، ونسبة 10.1% كانت ضمن فئة الخامسة والستين عاماً فما فوق. يوجد لكل 100 أنثى 100.5 ذكر، ويوجد لكل 100 أنثى في الثامنة عشر من عمرها فما فوق 99.7 ذكر.
بلغ متوسط دخل الأسرة في المدينة 53,664 دولارًا، أما متوسط دخل العائلة فبلغ 61,899 دولارًا. وكان متوسط دخل الذكور 39,016 دولارًا مقابل 31,319 دولارًا للإناث. وسجل دخل الفرد الخاص بالمدينة 24,500 دولارًا. وكانت نسبة 5.9% من العائلات ونسبة 8% من السكان تحت خط الفقر، وكان من هؤلاء نسبة 9% تحت سن الثامنة عشر ونسبة 8.3% في الخامسة والستين من العمر وما فوق.

## معرض صور

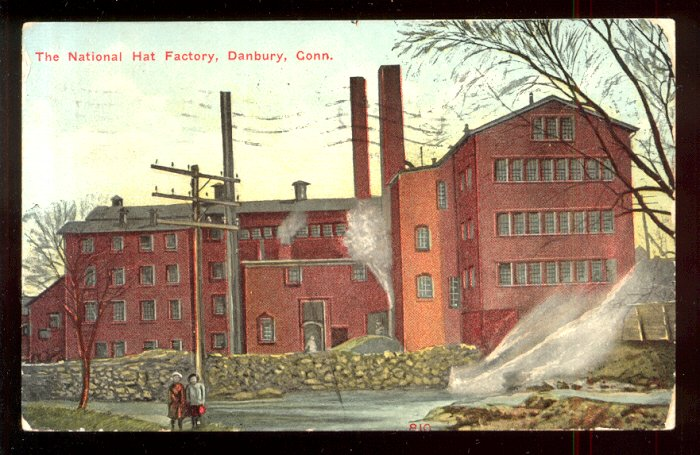
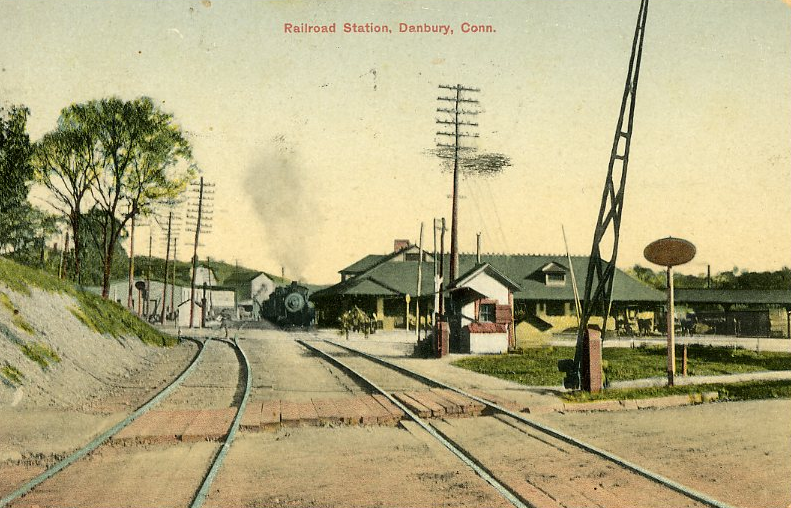
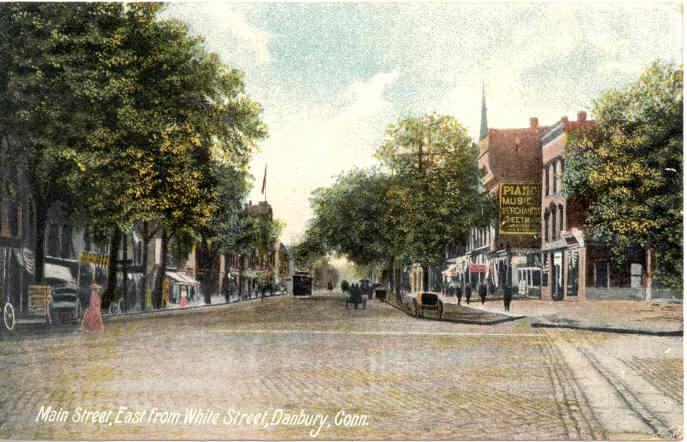
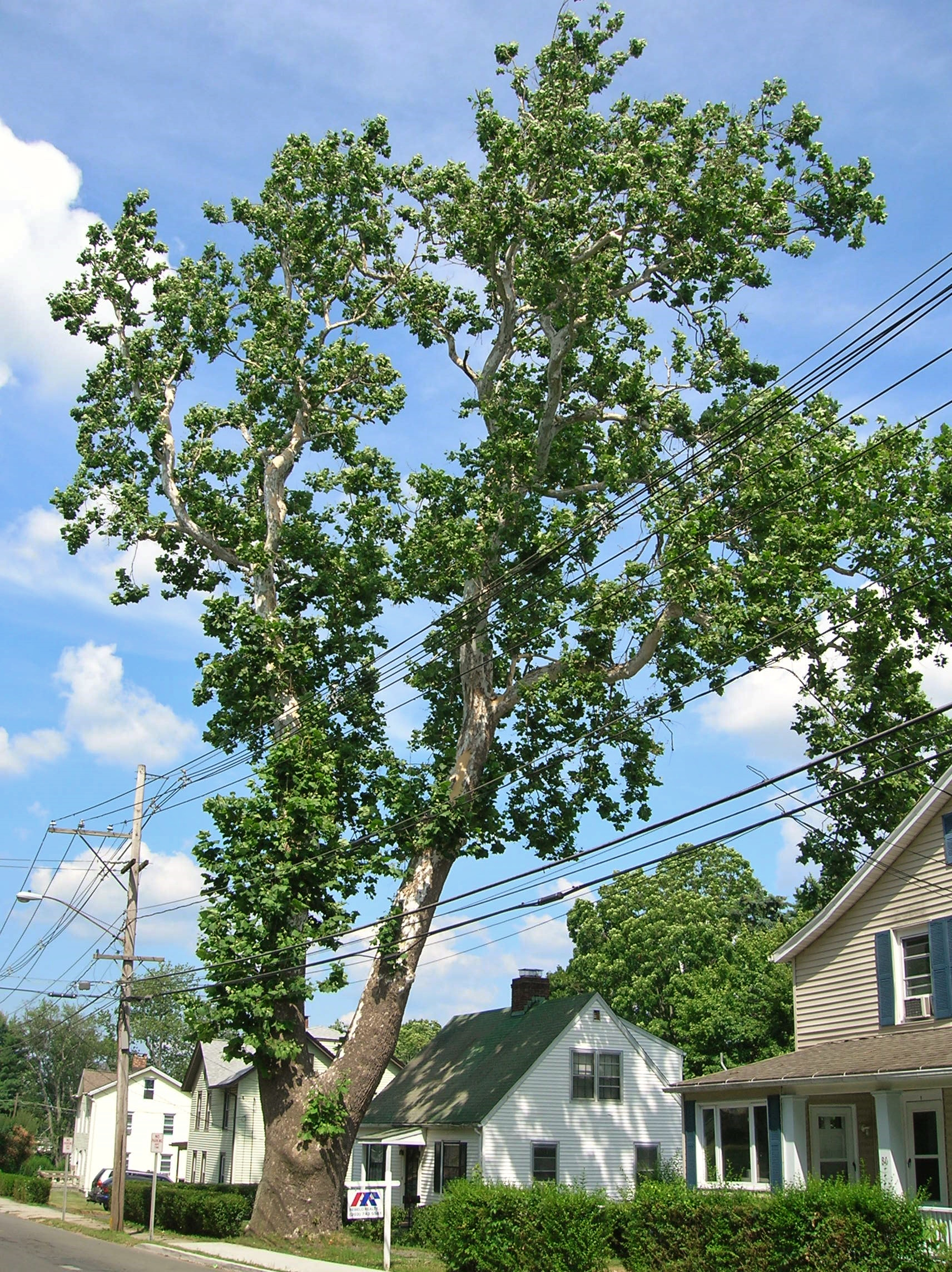
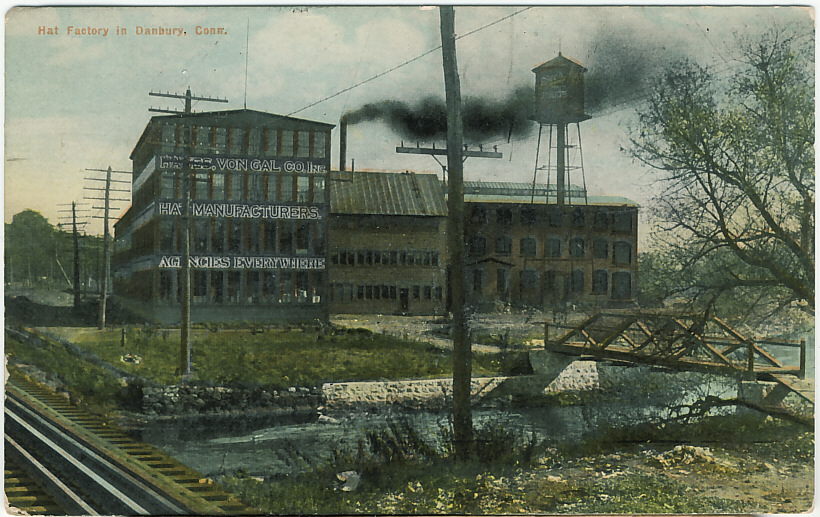

### تعداد عام 2010
بلغ عدد سكان دانبري 80,893 نسمة بحسب تعداد عام 2010، وبلغ عدد الأسر 28,907 أسرة وعدد العائلات 19,134 عائلة مقيمة في المدينة. في حين سجلت الكثافة السكانية 706.8 نسمة لكل كيلومتر مربع (1,830.6/ميل2). وبلغ عدد الوحدات السكنية 31,154 وحدة بمتوسط كثافة قدره 272.2 لكل كيلومتر مربع (705.0/ميل2).
وتوزع التركيب العرقي للمدينة بنسبة 68.24% من البيض و7.17% من الأمريكيين الأفارقة و0.40% من الأمريكيين الأصليين و6.77% من الأمريكيين ذوي الأصول الآسيوية و0.04% من سكان جزر المحيط الهادئ و12.87% من الأعراق الأخرى و4.51% من عرقين مختلطين أو أكثر و24.95% من الهسبانيون أو اللاتينيون من أي عرق.
بلغ عدد الأسر 28,907 أسرة كانت نسبة 33.8% منها لديها أطفال تحت سن الثامنة عشر تعيش معهم، وبلغت نسبة الأزواج القاطنين مع بعضهم البعض 49.2% من أصل المجموع الكلي للأسر، ونسبة 11.8% من الأسر كان لديها معيلات من الإناث دون وجود شريك، بينما كانت نسبة 5.3% من الأسر لديها معيلون من الذكور دون وجود شريكة وكانت نسبة 33.8% من غير العائلات. تألفت نسبة 26.4% من أصل جميع الأسر من عدة أفراد يعيشون في نفس المنزل ونسبة 8.9% كانت تتألف من شخص يعيش بمفرده يبلغ من العمر 65 عاماً أو أكثر. وبلغ متوسط حجم الأسرة المعيشية 2.66، أما متوسط حجم العائلات فبلغ 3.19.
بلغ العمر الوسطي للسكان 36.2 عاماً. وكانت نسبة 21.1% من القاطنين تحت سن الثامنة عشر، وكانت نسبة 10.6% بين الثامنة عشر والرابعة والعشرين عاماً، ونسبة 31.8% كانت واقعةً في الفئة العمرية ما بين الخامسة والعشرين والرابعة والأربعين عاماً، ونسبة 25.4% كانت ما بين الخامسة والأربعين والرابعة والستين، ونسبة 11.1% كانت ضمن فئة الخامسة والستين عاماً فما فوق. وتوزع التركيب الجنسي للسكان بنسبة 49.1% ذكور و50.9% إناث.

## أعلام
- ستيفن نوفيلا
- ماري ترافرز
- هنري أغارد ولاس
- جوناثان برانديس
- دانيال ميناهان
- ركس ستاوت
- روبرت فون
- إليزابيث بيتن
- تشارلز آيفز
- ميلوش فورمان

## وصلات خارجية
- http://www.danbury-ct.gov/